# Улица Свердлова (Екатеринбург)
Улица Свердло́ва (в официальных документах встречается название «Якова Свердлова улица», до 1919 года — Арсеньевский проспект, до 1904 года — Верхотурская улица, также Кошелевка, Проезжая, Верхотурская) — улица в Екатеринбурге, считается «парадными воротами города», так как оформляет въезд в центр города со стороны железнодорожного вокзала. Идёт от улицы Шевченко до улицы Челюскинцев, в Железнодорожном районе города. Имеет нумерацию домов 1—35 и 2—66. Общая протяжённость 1020 м.

## Расположение и благоустройство
Улица проходит с юга на север начиная от улицы Шевченко и заканчивая улицей Челюскинцев. Слева на улицу выходят улицы Николая Никонова, Мельковская и Братьев Быковых

## История и архитектура
В конце XVIII века при впадении реки Мельковки в Исеть сложился посёлок Мельковка (слобода Мельковка, Мельковская слобода). Застройка Верхотурского тракта, выходившего с территории слободы, дало начало Верхотурской улице, которая уже прослеживается на плане города 1804 года, начинаясь у моста через реку Мельковку.
С появлением в 1870 механического завода В. Е. Ятеса и прокладки через Екатеринбург в 1878 году первой железной дороги, начала оформляться широкая Верхотурская улица (начиналась от реки Мельковки и заканчивался развилкой дорог, одна переходила в Верхотурский тракт, другая вела на железнодорожный вокзал), ставшая главной улицей слободы. Здесь строились 1-2 этажные здания, украшенные необычными фронтонами, башенками, в русском стиле, стиле модерн. К 1889 году длина полностью мощёной улицы составляла 470 саженей (1003 м), насчитывалось 53 дома (в том числе 2 каменных, 5 полукаменных). В начале улицы располагались домовладения В. Е. Ятеса — каменный 2-этажный дом (при нём портерная Гребенькова), далее дом № 9 Первушиной А. Е. в нём располагался ренсковый погреб (с продажей виноградных вин) и мелочная лавочка, каменный 2-этажный дом № 12 (на углу с 1-й Мельковской) купца И. В. Журавлёва, д. № 16 Ф. Д. Савинова (в нём располагалась ювелирная мастерская), № 17 — В. П. Филиппова, полукаменный 2-этажный № 18 П. Г. Ксанина, № 19 Мошковой А. Я. (портьерная лавка), № 25 И. М. Клинских (ренсковый погреб и мелочная лавка), полукаменный 2-этажный № 20 Ф. Г. Бахарева (лавка), полукаменный 2-этажный дом № 22 тульского мещанина П. П. Моисеева (транспортная контора М. П. Бояршинова), полукаменный 2-этажный № 28 И. П. Ротанова (бакалейная лавка и агентство пароходного общества «Дружина»), № 35 А. И. Липина («каменных дел мастерская»), полукаменный 2-этажный № 36 Залевского А. О., № 38 Ф. Г. Григорьева (мелочная лавка), № 42 — П. Г. Григорьевой (гранильная мастерская Хомутова), № 44 И. Ф. Рожкова (пивная Филитц), № 48 И. М. Порошина, с каменным 2-этажным флигелем (бакалейная лавка), № 54 И. Д. Воронцовой (мелочная лавка), № 74 Корнеевой М. Т. и № 41, П. А. Злоказова (оба на углу с ул. Северной) (трактирные заведения). Кроме указанных двухэтажных, либо с заведениями, остальные дома, в основном мещан были одноэтажные, деревянные, часто с флигелями, службами, банями.
В 1903 году улица получила название Арсеньевский проспект, в честь Дмитрия Гавриловича Арсеньева, пермского губернатора, который в этот год был переведён градоначальником в Одессу. Арсеньев внёс большой вклад в развитие Перми и Екатеринбурга; в частности, при нём началась электрификация двух этих городов. В память о заслугах Арсеньева на посту губернатора Екатеринбургская городская Дума приняла решение о даровании его имени Верхотурской улице.
В годы первой русской революции на заводе Ятеса бывал Яков Свердлов, рабочие завода участвовали в митингах и демонстрациях в Екатеринбурге. Это повлияло на решение Городского Совета присвоить улице имя Якова Свердлова в ноябре 1919 года.
В начале улицы в 1928 году была построена так называемая «фабрика-кухня». К 7 ноября 1929 года по улице проложена первая в городе трамвайная линия. В 1934 году на месте лесопилки построен Дворец культуры железнодорожников, в доме бывшего хозяина лесопилки — вспомогательная школа железной дороги. Позже построено здание школы № 16 (затем — железнодорожный институт и, после большой перестройки здания — институт «Уралгипротранс»). В годы Великой Отечественной войны в здании разместился военный госпиталь.
5 января 1947 пущена троллейбусная линия.
Полная реконструкция улицы началась в 1953 году под руководством архитектора Виктора Безрукова. Одинаковая высота пятиэтажных зданий, единый отделочный материал фасадов придали улице единство (в стиле «сталинского неоклассицизма») и даже монументальность, она стала парадным въездом в центр города со стороны вокзала. Наиболее цельные, выдержанные в стилевом отношении, с хорошим рисунком деталей — дом № 27 (1954, арх. Безрукова, с «Бакалеей-гастрономом», называемом жителями «пьяный гастроном» и магазином «Мужская одежда», угловая часть дома — 8-этажная, с башней, реконструированной в средине 1970-х), и № 56 (1953, архитекторы В. и П. Лицкевич), в 1955 сданы дома № 30 (с двухзальным кинотеатром «Урал»), № 58 и № 62. В 1956 году — дом № 34 (с «Диетическим гастрономом» и столовой), в 1957 — № 66 (с «Автомат-закусочной»), в 1958 — № 22 (с Городскими билетными кассами), в 1959- № 25 (с магазином «Сирень» и кафе «Молочное»), в 1960 — № 11 (с фирменным магазином «Хлеб») и № 15. В 1966 году к дому № 22 пристраивается 7-этажный жилой дом № 14 (с ателье), нарушивший ансамбль улицы. В 1973 году в начале улицы строятся три 12-этажных жилых дома (№ 2, 4, 6).
В 1979—1980 осуществлена новая реконструкция улицы, в конце января 1979 закрыто движение трамваев, затем трамвайные пути сняты. В 1980 сданы два подземных перехода (в конце улицы — сдан 10 января 1980, а также на пересечении с ул. Жданова). В 1976 началось строительство 18-этажной гостиницы «Турист», ставшее одним из рекордных долгостроев в городе (сдано 15 августа 2008 г. как офис компании «УралТрансГаз» в Екатеринбурге).
В 1990—2000-е годы целый ряд магазинов сменили собственников, названия и профиль. «Пьяный гастроном» стал супермаркетом «Кировский», вместо Городских билетных касс — магазин «Эльдорадо». В здании кинотеатра «Урал» — Концертное объединение «Городской дом музыки» (с 2005), вместо магазина «Женская одежда» — «Белка» и «Зимний дворец», закусочная в доме № 66 принадлежит ТК «Адмирал», в помещении кафе «Молочное» — Чешский бар «Медный грош», и др.
Постановлением Правительства Свердловской области от 28.12.2001 № 859-ПП Градостроительный ансамбль зданий, построенных в 1953—1960 гг., внесён в число объектов культурного наследия Железнодорожного района.
4 августа 2007 года по улице прошла велогонка.

## Транспорт
По улице Свердлова на всём её протяжении проходит троллейбусная линия, по которой следует большинство троллейбусных маршрутов города: 1, 3, 5, 9, 11, 15, 17 (все — в оба направления), 18 (только в северном направлении) и 19 (только в южном направлении)
Проходят и городские муниципальные автобусные маршруты: 57, 59, 61, 65.
До 1979 года по улице ходил и трамвай, но затем линия была демонтирована